# Капвепве, Саймон
Саймон Мванса Капвепве (англ. Simon Kapwepwe; 12 апреля 1922, Чинсали, Северная Родезия — 26 января 1980, Чинсали, Замбия) — политический и государственный деятель Замбии, 2-й вице-президент Замбии (октябрь 1967 — октябрь 1970), борец с колониализмом и писатель
. Внёс значительный вклад в борьбу Замбии за независимость, работая над достижением независимости страны, освобождение от колониального господства.

## Биография
Окончил школу, в 1944 году начал работать в строительной компании. С 1945 года — учитель начальной школы. В сентябре 1947 года в поисках работы вместе с Кеннетом Каундой переехал в Танганьику. В июне 1948 года стал помощником специалиста по социальному обеспечению в местном управлении в Китве, затем работал в начальной школе в Китве.
В политике с 1948 года. Из-за недовольства колониальной политикой в Северной Родезии Камвепве стал одним из основателей Африканского конгресса Северной Родезии. Вскоре он был переименован в Африканский национальный конгресс (АНК).
Когда в январе 1955 года, после нескольких лет пребывания в Индии, Капвепве вернулся на родину после того, как лидеры АНК были брошены в тюрьму за политическую деятельность, он был назначен исполняющим обязанности руководителя северного филиала АНК.
После внутренних конфликтор Капвепве и Каунда вышли из АНК и стали одними из основателей Африканского национального конгресса Замбии (АНКЗ). В 1953 году генеральным секретарём организации стал Кеннет Каунда. АНКЗ была объявлена незаконной в марте 1959 года, а её лидеры были арестованы, поэтому Капвепве был отправлен в Монгу в Баротселенд. После репрессий против лидеров АНКЗ, партия была преобразована в Объединённую партию национальной независимости (UNIP), и лидеры присоединились к новой партии.
В 1960 году Капвепве и Каунда участвовали в конференции федерального правительства Родезии и Ньясаленда в Лондоне вместе с Мензой Чоной и Гарри Нкумбулой. Конференция ознаменовала начало и конец Центральноафриканской Федерации и заложила основу независимости Замбии и Малави.
После обретения независимости работал министром финансов, внутренних дел и иностранных дел. Был депутатом Национального собрания Замбии.
С октября 1967 по октябрь 1970 года занимал пост Вице-президента Замбии.
Прозаик, известный своими работами по истории и политике Замбии.
Умер от  инсульта. 